# Religion in Afrika

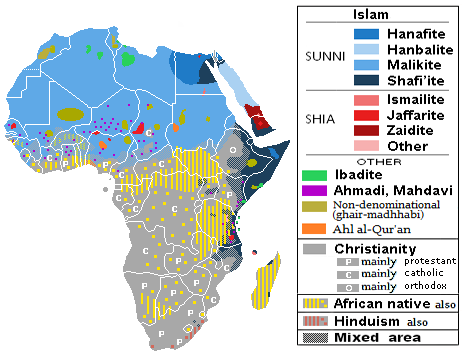
Grobverteilung der afrikanischen Religionen

Religion in Afrika ist ein wesentlicher Bestandteil des kulturellen Lebens auf dem Kontinent. Religion in Afrika umfasst beinahe alle Bereiche des Lebens und spielt für die Menschen eine zentrale Rolle. Dem Christentum und dem Islam gehört die überwiegende Mehrheit der Afrikaner an, wobei der Islam eher in den nördlichen Ländern des Kontinents, in Westafrika und an den Küsten Ostafrikas dominiert, während im Zentrum des Kontinents und in den südlicheren Ländern eher das Christentum vorherrscht. Wegen der Unsicherheit der vorliegenden statistischen Daten ist es unklar, welche der beiden Religionen in Afrika aktuell mehr Anhänger hat.
Neben diesen beiden Religionen hat sich in Afrika eine Vielzahl von traditionellen Religionen in den unterschiedlichsten Formen gehalten. Die traditionellen Religionen haben sich mit dem Christentum und dem Islam zudem zu Mischformen, dem sog. Synkretismus verbunden. Einige Gemeinschaften waren früher dem Judentum zugeordnet, sind inzwischen jedoch längst als Folge des Nahostkonfliktes oder anderer regionaler Konflikte (z. B. in Äthiopien) aufgelöst und vor allem nach Israel ausgewandert. Viele Afrikanische Religionen weisen bestimmte Gemeinsamkeiten auf. Dennoch gibt es keinen Universalaspekt, der allen afrikanischen Religionen gemein ist.

## Christentum
Hauptartikel: Christentum in Afrika

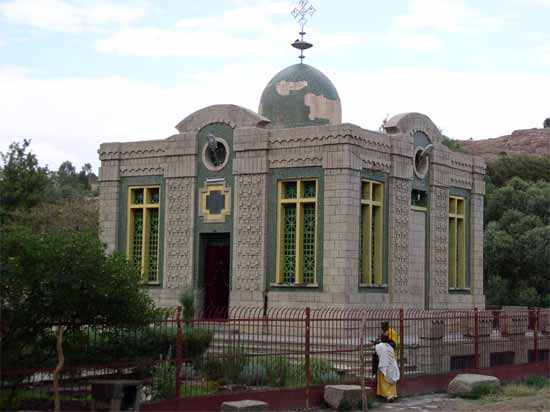
Die Kirche Igzi’itne Maryam S’iyon Yeityop'iya Ortodoks Baytekristiyan beherbergt, nach Überzeugung der Tewahedo-Kirche in Äthiopien, die Bundeslade

Der erste historische Beleg für eine christliche Präsenz in Afrika südlich der Sahara stammt aus dem 4. Jahrhundert aus Äthiopien. Die christliche Mission in Afrika hat seit dem Mittelalter, aber besonders während der Kolonialzeit zusammen mit der Evangelisierung unter anderem durch pfingstliche Bewegungen im 20. Jahrhundert das Christentum auf dem Kontinent stark verbreitet. 
Im gesamten Norden des Kontinents verbreitete sich das Christentum trotz Verfolgungen zur Zeit des Römischen Reiches. Etwa zu der Zeit, als das Christentum in Rom Staatsreligion wurde, erreichte es in Äthiopien ebenfalls den Status einer offiziellen Religion. Mit dem Siegeszug des Islam in Nordafrika ab dem 7. Jahrhundert endete vorläufig die weitere Ausbreitung der christlichen Religion in Afrika. Von den ursprünglich christianisierten Gebieten verblieben nur Ägypten, mit der Koptischen Kirche, die drei nubischen Reiche im heutigen Sudan (bis ins 14./15. Jahrhundert) und Teile des heutigen Äthiopiens. 
Die Religion wurde auch genutzt, um die Kolonialisierung voranzutreiben.
Erst im 15. Jahrhundert erreichte das Christentum die Gebiete südlich der Sahara. Von den europäischen Kolonialmächten, zuerst von den Portugiesen, wurde es über den Seeweg auf den Kontinent gebracht. Gewisse Missionierungserfolge erzielten sie im Umfeld ihrer Handelsstützpunkte, aber auch bei einzelnen afrikanischen Herrschern, z. B. bei Afonso I., dem Herrscher des Kongoreiches, der zu Beginn des 16. Jahrhunderts die Christianisierung seines mächtigen Reiches betrieb. Im 19. Jahrhundert begannen protestantische Missionare systematische Bekehrungsarbeit in Afrika.
Die Bibel wurde in den letzten 200 Jahren in verschiedene afrikanische Sprachen übersetzt, um die Missionsarbeit zu erleichtern. Ein Anteil des Christentums gehört unabhängigen afrikanischen Kirchen an, dessen Größe aufgrund der Vielfalt dieser Kirchen nicht definiert werden kann. Neueren Datums ist der teils verhängnisvolle Einfluss meist radikaler nordamerikanischer Evangelikaler in Afrika, etwa in Nigeria oder Uganda.

## Islam

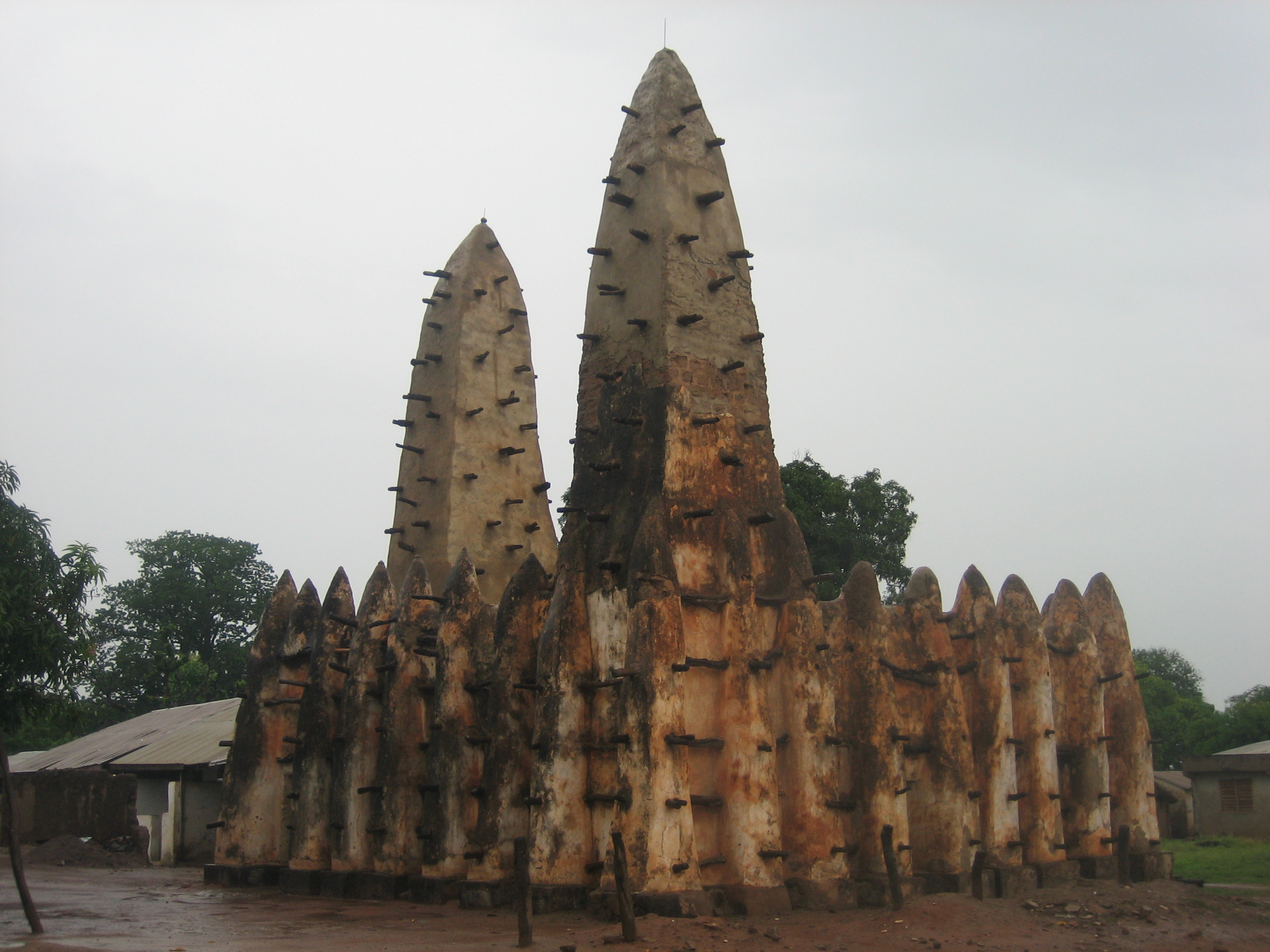
Moschee im Norden Ghanas; im sudanesischen Baustil

Gemeinsam mit dem Christentum gehört der Islam in Afrika zu den verbreitetsten Religionen. Er gelangte schon bald nach dem Tod des Religionsgründers und Propheten Mohammed nach Afrika und breitete sich vor allem im Norden des Kontinents aus. Auch in einem schmalen Band an der Ostküste entlang fand diese Religion ihre Anhänger. Der Islam war bereits im 8. Jahrhundert in einigen Siedlungen an der ostafrikanischen Küste angekommen, zusammen mit arabischen Kaufleuten, die auf dem Seeweg Handel trieben. 
Über die Handelsrouten verbreitete sich der Islam auch in Wüstengebieten und stetig weiter nach Süden. Mit Ausnahme der Unterwerfung des Ghana-Reiches erfolgte die Expansion des Islam südlich der Sahara überwiegend friedlich. Die meisten bewaffneten Konflikte um die Verbreitung der islamischen Lehre wurden zwischen unterschiedlichen islamischen Glaubensrichtungen ausgetragen. Die Ausbreitung des Islam wurde maßgeblich nicht nur vom Handelsinteresse bestimmt, sondern auch durch das Interesse der lokalen Herrscher am Gelehrtenwissen der arabischen Händler. Etwa um 1880 war der Islam beherrschende Religion im nördlichen Drittel des Kontinents. Inzwischen ist auch der Großteil Westafrikas überwiegend muslimisch.
Da der Koran nur in arabischer Sprache vorkam, waren muslimische Missionare als Vermittler zur Stelle, später wurden Koranschulen errichtet. Auch die Kolonialmächte, insbesondere die Briten überließen anfangs den Islamlehrern die Erziehung, ohne sich an den religiösen Inhalten zu stören. Während der Zeit der europäischen Kolonialmächte wurde der Islam aus dem Norden Afrikas nicht mehr verdrängt.

## Afrikanische Religionen
Als afrikanische Religionen werden verallgemeinernd alle Glaubensvorstellungen bezeichnet, die vor der Ausbreitung von Islam und Christentum oder unabhängig davon entstanden sind und teilweise bis heute lebendig sind.

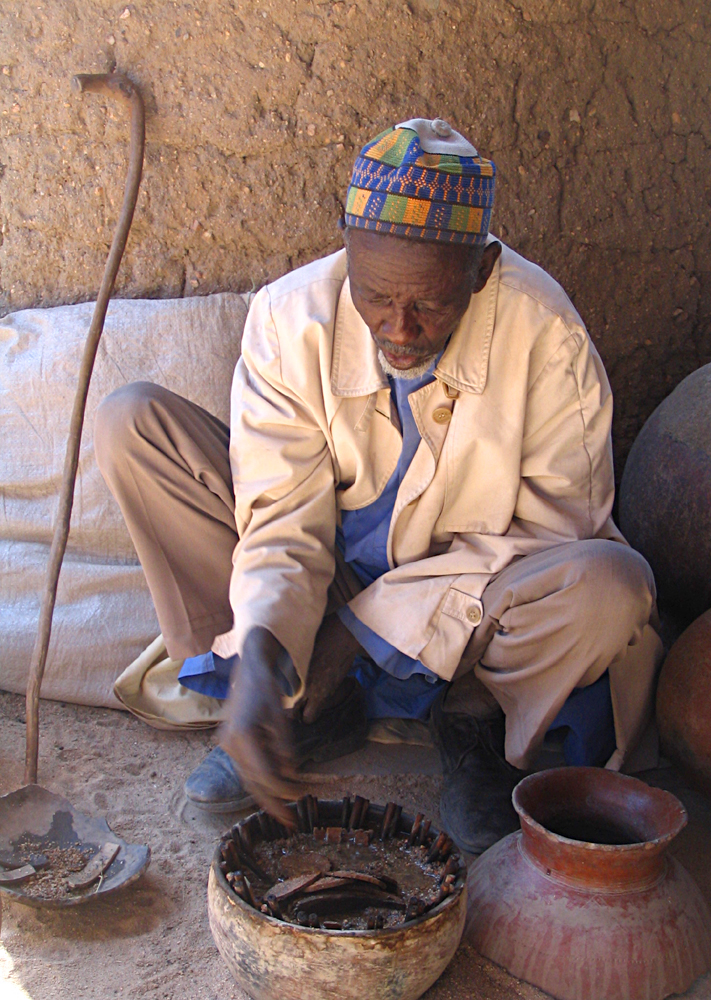
Wahrsager im nördlichen Kamerun

Diese afrikanischen Religionen stellen die drittgrößte Gruppe der Religionen in Afrika dar. Im Verlauf der Geschichte beeinflussten sich Christentum, Islam und afrikanischen Strömungen gegenseitig und vermischten sich dabei auch. Man kann heute nicht mehr trennen, was ursprünglich afrikanische und was durch westliche Konzepte beeinflusste Strömungen sind. Viele religiöse Strukturen des Westens wurden in bestehende Denksysteme eingearbeitet bzw. man grenzte sich dagegen ab.
Den traditionellen Religionen wurden verschiedene Merkmale zugeordnet, die aber auf keinen Fall verallgemeinert werden dürfen, da sie auf westlichen Konzepten und Denkweisen beruhen.
Einige traditionellen Religionen haben den Glauben an ein Höheres Wesen und mehrere geringere Gottheiten gemeinsam. Der oberste Gott wird nicht direkt angebetet, da er als zu heilig gilt, um sich die Wünsche und Gebete der Menschen anzuhören. Daher nutzen die Menschen die niederen Götter auch als Übermittler zum höchsten Gott. Zuweilen ist diesen Göttern ein Totem eigen. Tiere werden als irdische Repräsentanten bestimmter Götter verehrt. Jeder untergebene Gott ist für einen bestimmten Bereich im Leben des Gläubigen zuständig und übt dort seine Macht aus. Obgleich ein Gott über die untergebenen Götter oder Halbgötter herrscht, existiert dieser oberste Gott in einer relativen Distanziertheit zum alltäglichen Leben. Der Animismus nimmt die Natur als vom Geist erfüllt wahr. Tieropfer sind weit verbreitet, um sich des Schutzes und der Gnade der Gottheit zu versichern. Sie sollen auch die Geister und Mächte der Natur zufriedenstellen bzw. beschwichtigen.
Der traditionelle Glaube umfasst häufig Riten zur Einführung eines Kindes in die Gemeinschaft, den Übergang von der Kindheit in die Rolle eines Erwachsenen während so genannter Initiationsriten und den Übergang eines Menschen in das Reich der Ahnen nach dem Tod. In den traditionellen Religionen gelten Orte, Dinge oder Lebewesen als heilig. Der Respekt vor den Ahnen spiegelt sich häufig in einem Ahnenkult wider. 
Heilkräfte von Menschen, der Glaube an gute und böse Geister sowie an Magie und Zauberkraft sind ebenfalls Bestandteil der traditionellen Religionen. Auch der Fetisch gilt nicht selten für die Gläubigen als Wohnstätte eines niederen Gottes und damit als einem Hilfsmittel ihrer Religion.
Siehe auch: Afrikanische Kosmogonie

## Synkretismus

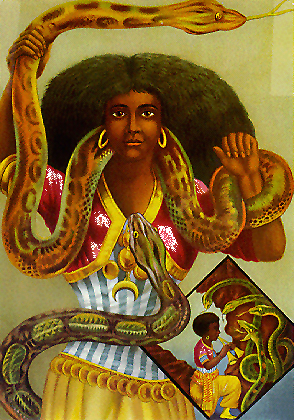
Populäres Bild der synkretistischen Gottheit Mami Wata

Synkretismus, also die Vermischung von Religionen kommt in Afrika zwischen dem Christentum und den traditionellen Religionen sowie dem Islam und den traditionellen Religionen vor. 
Die Lord’s Resistance Army von Acholiland in Norduganda etwa vereinigt die römisch-katholische Praxis des Rosenkranzes und der Eucharistie mit der islamischen Gebetsrichtung nach Mekka. Zusätzlich behielt sie den einheimischen Geisterglauben an die persönlichen Geister  jogi bei.
Zu den auf afrikanischen Religionen basierenden synkretistischen Religionen zählen Mami Wata, Nkabah oder die sogenannten Aladura-Kirchen, wie etwa die Cherubim and Seraphim Society. Häufig ist es umstritten, ob eine bestimmte dieser Kirchen als christlich oder als synkretistisch anzusehen ist (z. B. Kimbanguistenkirche).
Die in Amerika vorkommenden afrikanischen Religionen wie Santería, Candomblé, Umbanda, Macumba sind mit der Sklavenverschleppung aus Afrika gekommen und stammen vor allem aus den traditionellen Religionen Westafrikas und des Kongo. Diese beiden Regionen dienten den Sklavenhändlern als Bezugsgebiete für den Sklavenhandel.

## Judentum

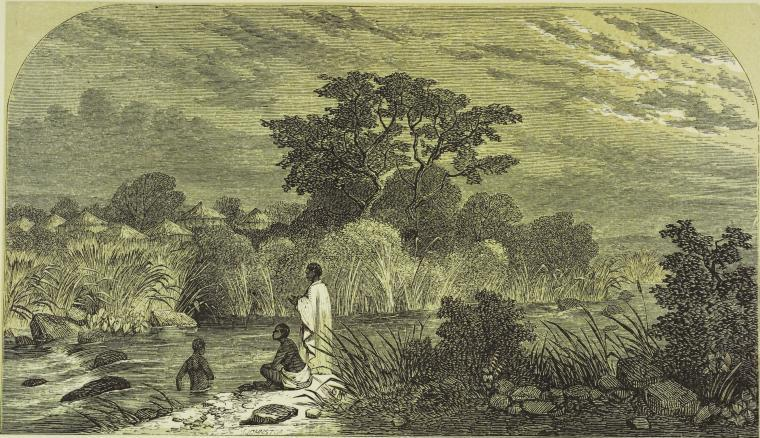
Das jüdische Dorf Balankab in Äthiopien, von H. A. Stern, Wanderings Among the Falashas in Abyssinia, London, 1862

Das afrikanische Judentum übte über Jahrtausende einen bemerkenswerten Einfluss auf den afrikanischen Kontinent aus. Einige Gemeinschaften afrikanischer Juden lebten bereits sehr früh über den Kontinent zerstreut, wie die Falascha Äthiopiens und die Lemba Südafrikas. Auch im Mittelalter, vor allem im vierzehnten Jahrhundert, gab es jüdische Zuwanderungen nach Afrika, insbesondere als Folge der spanischen Inquisition. Moderne Gemeinden haben sich beispielsweise mit den Abayudaya in Uganda gegründet.